# Great Island (Irland)
Great Island (irisch Oileán Mór an Bharraigh bzw. An tOileán Mór) ist eine Insel mit 13.733 Einwohnern im Süden von Irland. Sie liegt im County Cork nahe Cork City an der Mündung des River Lee in den Atlantik.

## Geographie
Der Hauptort Cobh mit 12.347 Einwohnern liegt am südlichen Ufer der „großen Insel“ (The Great Island) an einem der weltweit größten Naturhäfen, dem Cork Harbour. Great Island ist mit Fähren (Passage West) mit dem Festland und einer Brücke nach Fota Island verbunden.

## Geschichte
Der englische Name der Insel hat seinen Ursprung in „Great island of the Barrys“, benannt nach einer normannisch-walisischen Familie, die hier siedelte. Während der Napoleonischen Kriege wurde die Insel zum Flottenstützpunkt. Von hier aus verließen ca. 2,5 Millionen der insgesamt sechs Millionen Emigranten zwischen 1848 und 1950 ihre irische Heimat.
Der Hauptort Cobh wurde erstmals 1750 unter dem Namen Cove („the Cove of Cork“) erwähnt, 1849 erfolgte die Umbenennung in Queenstown aus Anlass des Besuchs von Königin Victoria. 1922 wurde mit der Unabhängigkeit Irlands der englische Name Cove schließlich in die irische Schreibweise Cobh geändert.

## Wirtschaft
Cobh ist heute ein Ausflugsort für Besucher aus Cork City und für die Passagiere vieler Kreuzfahrtschiffe, die im Hafen festmachen. Trotz einiger prosperierender Neubaugebiete im Hinterland ist die Insel von der enormen wirtschaftlichen Entwicklung und den Industrieansiedlungen in der Region ab den 1990er Jahren weitgehend unbeeinflusst geblieben und hat sich seinen typisch irischen Charakter erhalten.

## Sehenswertes

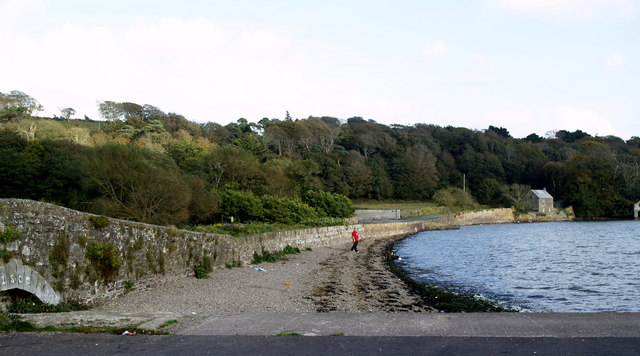
Strand von Cuskinny
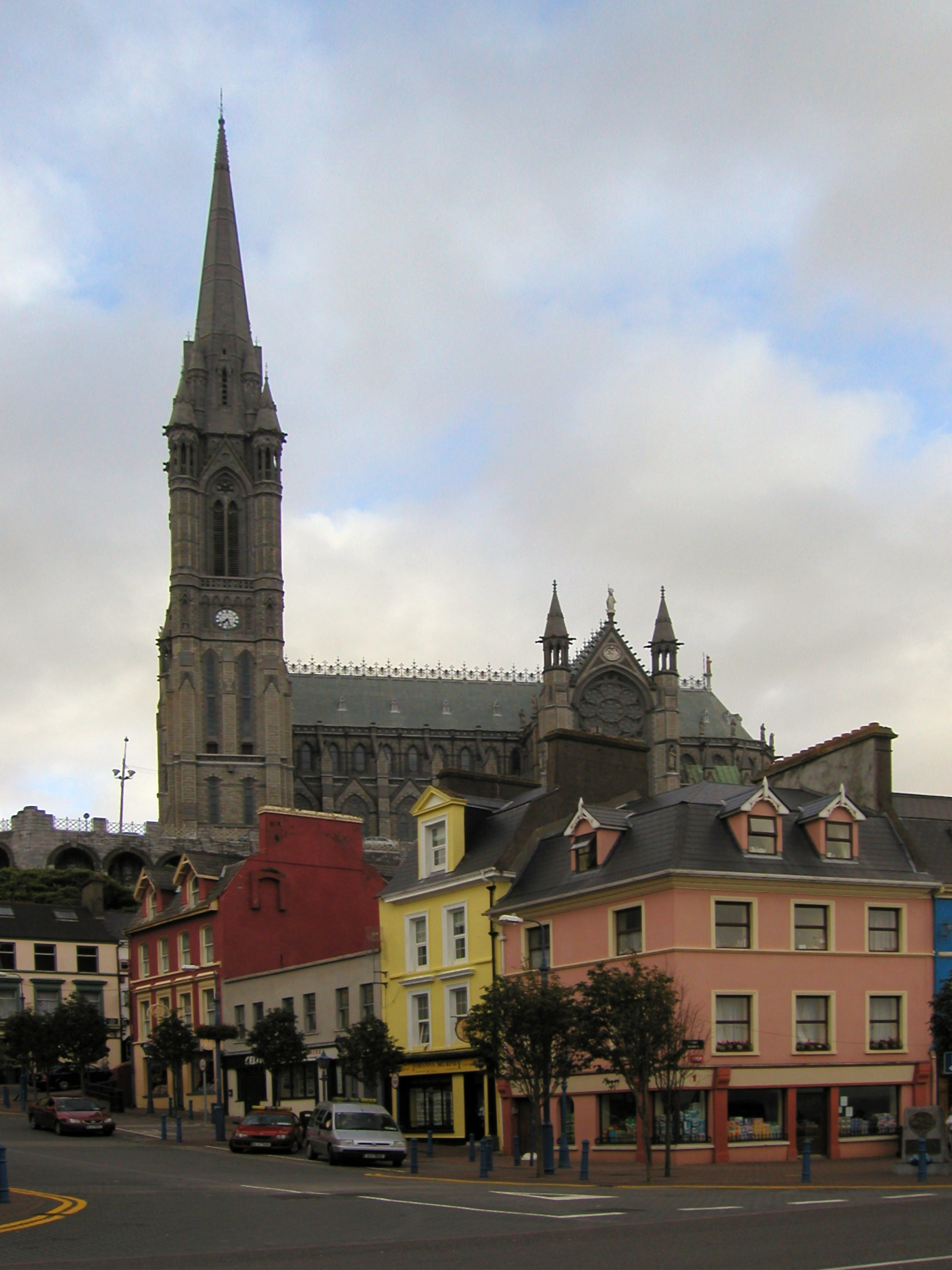
St.-Colman-Kathedrale
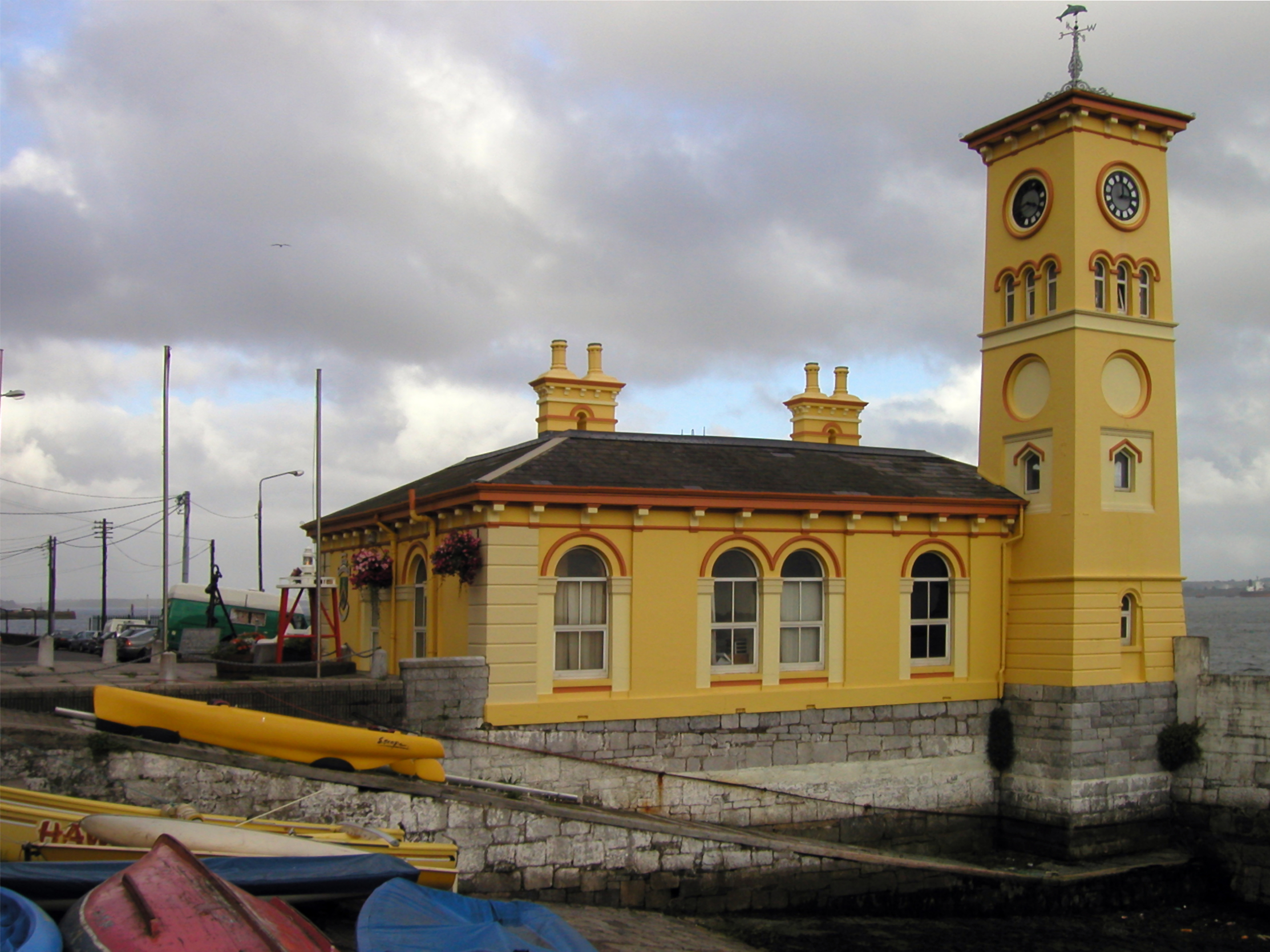
Im Hafen von Cobh
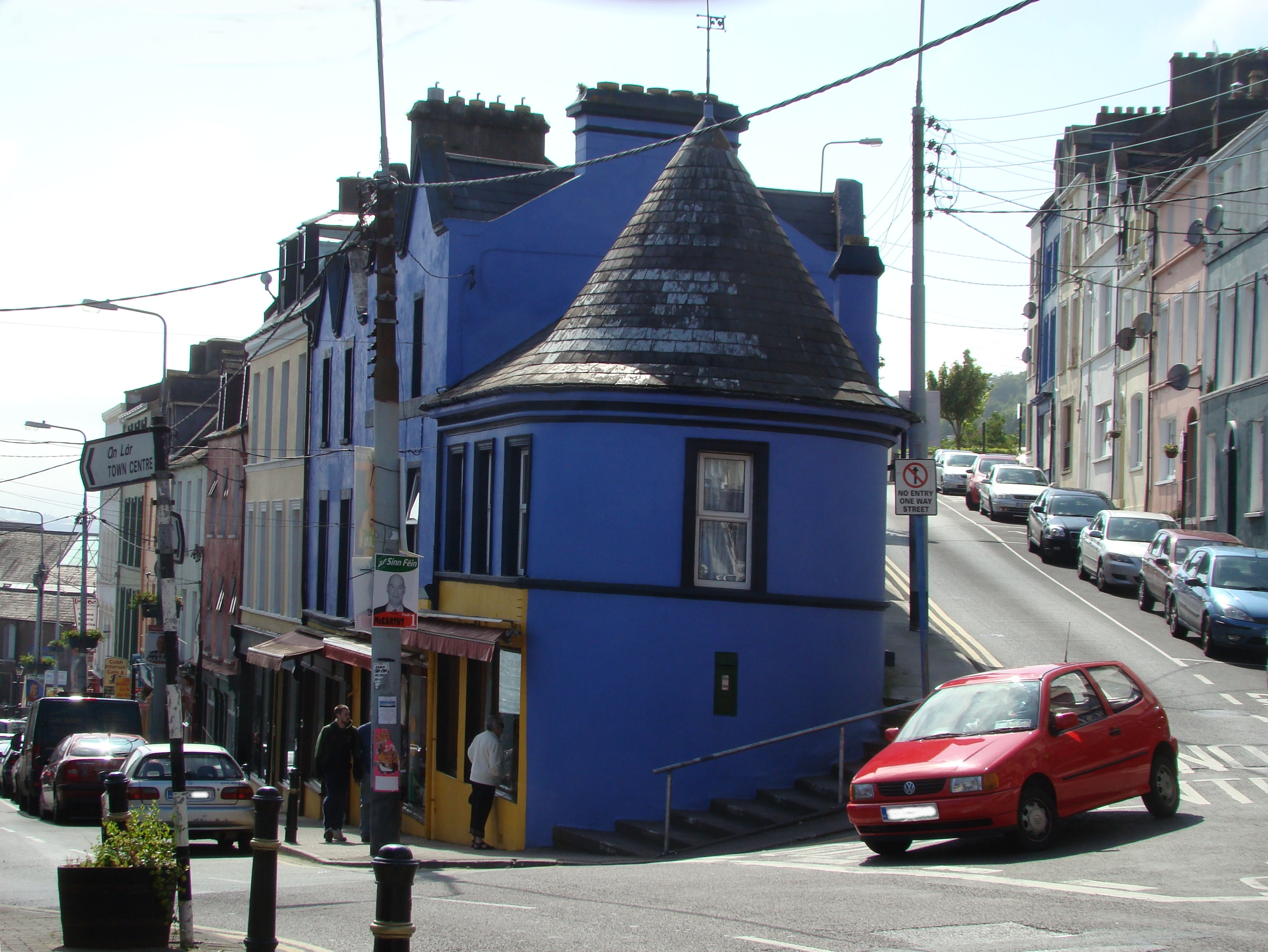
Straßenecke in der Stadt